# 粗野派
《粗野派》（英語：The Brutalist）是一部2024年由布拉迪·科贝特执导的史詩時代劇情片，科贝特与莫娜·法斯特沃联合编剧。本片為美国、英国与匈牙利联合出品，讲述匈牙利猶太建築師拉斯洛·托特移民美国的奋斗史。主演陣容包括安德林·布洛迪、費莉絲蒂·瓊斯、蓋·皮爾斯、喬·歐文、拉菲·卡西迪、斯塔西·马汀、艾瑪·萊爾德、伊薩赫·德·班克爾與亚历桑德罗·尼沃拉主演。《粗野派》2024年12月20日于美国上映，英国于2025年1月24日上映。
科贝特获得第81届威尼斯影展最佳導演銀獅獎，电影入选美国电影学会年度十佳电影，赢得第82届金球奖最佳剧情片、最佳导演和最佳男主角三项大奖，第78届英国电影学院奖最佳导演、最佳男主角、最佳摄影和最佳原创音乐四个奖，第97届奥斯卡金像奖最佳男主角、最佳摄影和最佳原创音乐三个奖。

## 剧情

### 上篇：抵达之谜（The Enigma of Arrival）
第二次世界大战期间，为躲避纳粹大屠杀，匈牙利犹太建筑师托特·拉斯洛（László Tóth）与妻子伊丽莎白（Erzsébet）、侄女索菲娅（Zsófia）被迫分离，独自一人移居美国。他来到费城，受到表兄阿提拉（Attila）接济。阿提拉与美国妻子奥黛丽（Audrey）经营着一家家具店，两人允许他在找工作的时候住在店后面的房间。
1947年，实业家哈里森·李·范布伦（Harrison Lee Van Buren）的儿子哈里（Harry）找到拉斯洛和阿提拉，希望他们翻新家里的书房，趁父亲不在家给他一个惊喜。然而哈里森回到家，对翻新过的书房不满意，把拉斯洛和阿提拉轰走了。事后，哈里拒绝支付工钱，因为奥黛丽誣陷拉斯洛展追求她，被阿提拉赶出家门。
一段時間后，拉斯洛住在教会的救济房屋，同居者包括贫穷的非裔美国人戈登，戈登还有一个年幼的儿子要养。戈登发现拉斯洛在偷偷注射海洛因，就连他们一起在船坞做危险工作的时候也是这样。一天，哈里森来到拉斯洛的工作单位，邀请他共进午餐。席间，哈里森说拉斯洛给他布置的现代风书房引起建筑界轰动，并把上次欠的工钱给了拉斯洛，並邀請拉斯洛周末來他家。拉斯洛和戈登来到一家色情剧场，在里面疯狂喝酒，还一起打海洛因，变得不省人事，最终被赶出剧场。之后，拉斯洛回到教會，哈里森派來司機接走拉斯洛參加聚會。
之后的一场高档午餐会中，拉斯洛感受到身为贵宾的尊荣。哈里森把拉斯洛拉到一边，两人开始推心置腹。原来，哈里森母亲还未成年就生下来他，母亲的父母觉得非常耻辱，不让她回家。长大后的哈里森为了报复外祖父外祖母，當他們經濟拮据時向哈里森借錢時，哈里森拒絕了。与此同时，拉斯洛透露自己以前在欧洲做过建筑师，師從於德紹的包浩斯建築學院，希望自己死后能留一批建筑遗产，让后人铭记他。听完拉斯洛的想法，哈里森干脆给他任务，让他建一个社区中心，包括一座用来纪念亡母的图书馆、一座剧场、一座体育馆，以及最重要的，一座教堂。相关工程陆续启动，拉斯洛工作和起居都在工地，同时聘任戈登为助理。从表面上看，拉斯洛已经戒掉海洛因。哈里森同時讓私人律师霍夫曼幫助拉斯洛，加快伊丽莎白和索菲娅移民美国的进程。

### 下篇：美的核心力量（The Hard Core of Beauty）
1953年，拉斯洛与伊丽莎白、索菲娅在火车站重聚。战火侵袭下，两人身心受到严重创伤，索菲娅听力减退，伊丽莎白得了骨質疏鬆症，需要轮椅代步。社区中心建设期间，拉斯洛发现工程设计及建筑材料在未经他批准的情况下被更换，继而与另一位开发商萊斯利與前來監管的財務顧問詹姆斯爆发冲突。身为外国来的犹太移民，拉斯洛饱受各种歧视和敌对。拉斯洛甘愿自掏腰包，买回最初建设方案所需的材料，但被哈里警告不要插手，趁他还能容忍。与此同时，哈里对索菲娅做出性暗示，拉斯洛用匈牙利语提醒索菲娅远离哈里，即便哈里可能已经对索菲娅进行性侵犯。没过多久，运载拉斯洛建筑材料的火车发生事故并脱轨，两名制动员身负重伤。考虑到即将出现的律师费用，以及继续运输材料会造成成本上涨，哈里森放弃了建设，遣散了所有工人，拉斯洛一家人必须离开。
數年后，拉斯洛和伊莉莎白住在紐約，拉斯洛在一家建筑公司當製圖師。索菲娅聽力恢復，与同樣是猶太裔的丈夫班傑明期待新生命的到来。她向姨妈和姨父宣布了要遵循阿利亞運動搬去耶路撒冷，在刚建国的以色列生活，并催促姨妈姨父跟他们一起去，拉斯洛和伊丽莎白不愿跟从。一天，哈里森联系拉斯洛，说仅放弃图书馆的建设就可以支付火车事故的律师费用，其他工程可以在预算范围内继续进行。
拉斯洛联系自己在意大利的一位老相识，对方在二战期间参与抵抗纳粹运动，在卡拉拉经营着一家采石场，拉斯洛希望从他的采石场那里买下建设所需的石块。拉斯洛和哈里森回美国的前一晚，两人参加一场派对。哈里森目睹拉斯洛与一位漂亮女子跳舞，女子明显在勾引他。拉斯洛踉踉跄跄地走了，哈里森深入采石场，发现喝醉了的拉斯洛倒在隧道里，可能还吸了毒。一开始哈里森看起来是在关心拉斯洛，后来为了彰显自己的统治地位，强暴了拉斯洛，责骂拉斯洛浪费了他的潜力，骂他是寄生虫，而无力的拉斯洛只能由着他虐待。这件事情过后，拉斯洛的创伤及焦虑感不断加剧，开始崩溃，朝一个在脚手架上面玩耍的工人大吼大叫，解雇了好友戈登，在妻子面前大吵大闹，也對詹姆斯談及預算超支的問題避而不談。
伊丽莎白减缓骨质疏松症疼痛的药吃完后，劇痛再度發作，拉斯洛想到自己坐船回美国路上，有人给了他一批海洛因，说是用来疗伤的药物，于是拿来给伊丽莎白注射，之后两人发生性爱。一天晚上，伊丽莎白注射毒品过量，生命垂危。惊慌失措之下，拉斯洛把她送进医院。伊丽莎白虽然捡回一条命，但已经对美国心生厌恶，说要和拉斯洛、索菲娅和侄孙女一起去耶路撒冷生活，拉斯洛同意了。伊丽莎白问拉斯洛是否记得自己吸毒上头的时候跟她说过的话，说拉斯洛不必感到羞愧。
一天晚上，哈里森在家举行商务晚宴，心事重重的伊丽莎白走进他家，当着哈里森孩子和同事面前揭发他是强奸犯。哈里憤怒至極，踢掉伊丽莎白的拐杖，将她拖出飯廳，只有哈里森的女兒瑪姬伸出援手。事后哈里若无其事地回到饭厅，客人吓得四散逃跑，哈里森也不知所踪，哈里与哈里森的同事把整个家搜了个遍，甚至去到建築中心的工地尋找也一無所獲，哈里森神祕地從世上消失了。

### 尾声
1980年，拉斯洛的设计在威尼斯双年展展出。经过长时间的延宕，社区中心正式完工，工程耗时10年。年迈的拉斯洛来到现场仪式，接受大家的致敬，他的妻子伊丽莎白不久前去世。长大成人的索菲娅在仪式上讲话，强调拉斯洛作品的重要性及意义，以及他们家在纳粹大屠杀期间的遭遇如何影响他的作品，尤其是他在费城的第一个作品，这个作品直接体现了他在布痕瓦尔德集中营的痛苦经历與對妻子的思念。

## 演員
- 安德林·布洛迪飾演拉斯洛·托特：移民美國的匈牙利猶太建築師兼納粹大屠殺倖存者（英语：Holocaust survivors）。
- 費莉絲蒂·瓊斯飾演艾莉莎貝·托特：拉斯洛之妻。
- 蓋·皮爾斯飾演哈里森·李·范布倫：富商，拉斯洛最重要的客戶。
- 喬·歐文飾演哈利·李·范布倫：哈里森小兒子兼事業的接班人。
- 拉菲·卡西迪（英语：Raffey Cassidy）飾演索菲亞：拉斯洛的啞巴侄女，失去雙親。
  - 阿麗安·拉蓓飾演成年的索菲亞
- 斯塔西·马汀飾演瑪姬·李·范布倫：哈利的雙胞胎妹妹。
- 艾瑪·萊爾德（英语：Emma Laird）飾演奧黛莉：阿提拉之妻。
- 伊薩赫·德·班克爾飾演高登（Gordon）：拉斯洛之友。
- 亚历桑德罗·尼沃拉飾演阿提拉：費城的一家家具店老闆，拉斯洛的表弟。
- 乔纳森·海德飾演萊斯利·伍德羅（Leslie Woodrow）
- 彼得·波利卡波（英语：Peter Polycarpou）飾演麥可·霍夫曼（Michael Hoffman）

## 制作
由于新冠疫情影响，本片拍摄工作经历数次延迟。最终于2023年3月16日在匈牙利布达佩斯开拍。4月29日转移到意大利的卡拉拉继续拍摄，至5月5日结束。
本片採用超視綜藝體工藝和攝影機拍攝，即先在35釐米底片上平面拍攝，再進行掃描，目的是為了製作70釐米底片的拷貝，這種底片具有相同的高度，並且是放映電影時顯示超視綜藝體畫面原始大小最實用的格式。科貝特解釋道：“選擇超視綜藝體也是出自於美學上考量，似乎要了解那個時期（1950年代）的最好方式就是使用那個年代設計的產品進行拍攝。”本片分兩幕式放映，中場休息15分鐘。

## 反响
根据評論匯總网站爛番茄汇总的267篇评论文章，93%的评论家给予该作正面评价，平均打分为8.8分（满分10分）。该网站总结的评论家共识是“布拉迪·科貝特編導的《粗獷派建築師》精心設計出優美的結構，充滿了安德林·布洛迪深情的表演，是對移民經歷的崇高讚頌”。在Metacritic上，57位影評人共給予了90分的分數（滿分100分），這部電影獲得了「一致好評」。

## 奖项
- 第81届威尼斯影展最佳導演銀獅獎、費比西獎、青年電影獎（英语：Young Cinema Award）最佳外國電影、薩拉電影獎、地中海大學聯盟獎
- 美国电影学会年度十佳电影
- 芝加哥影评人协会奖最佳影片
- 纽约影评人协会奖最佳影片
- 卫星奖最佳戏剧类电影
- 第82届金球奖最佳剧情片、最佳导演、最佳男主角
- 第78届英国电影学院奖9项提名
  - 最佳电影
  - 最佳导演（获奖）
  - 最佳男主角-阿德里安·布罗迪（获奖）
  - 最佳男配角-Guy Pearce
  - 最佳女配角-Felicity Jones
  - 最佳原创剧本
  - 最佳摄影（获奖）
  - 最佳原创音乐（获奖）
  - 最佳美术指导-Judy Becker、Patricia Cuccia
- 第97届奥斯卡金像奖10项提名
  - 最佳电影
  - 最佳导演
  - 最佳男主角（获奖）[20]
  - 最佳男配角-Guy Pearce
  - 最佳女配角-Felicity Jones
  - 最佳原创剧本
  - 最佳摄影（获奖）
  - 最佳原创音乐（获奖）
  - 最佳剪辑
  - 最佳美术指导-Judy Becker、Patricia Cuccia